# Tadeusz Rozpara
Tadeusz Rozpara (ur. 1 grudnia 1953 w Radomicach) – polski prawnik i samorządowiec, w latach 1994–2002 prezydent Bełchatowa.

## Życiorys
W 1977 ukończył studia na Wydziale Prawa i Administracji Uniwersytetu Łódzkiego, po czym pracował m.in. jako radca prawny w bełchatowskim oddziale PZU oraz kierownik Wydziału Kultury i Kultury Fizycznej Urzędu Miejskiego w Bełchatowie. Działał jednocześnie w komunistycznych strukturach młodzieżowych oraz w PZPR. Na początku lat 90. prowadził własną działalność gospodarczą.
W 1990 znalazł się wśród założycieli SdRP w województwie piotrkowskim, był przewodniczącym jej Rady Wojewódzkiej. Z ramienia SLD trzykrotnie ubiegał się o mandat posła w tym okręgu: w wyborach w 1991, 1993 i 1997, oraz o mandat senatorski w wyborach w 2001 – we wszystkich przypadkach bezskutecznie.
Od 1994 do 2002 sprawował funkcję prezydenta Bełchatowa z ramienia koalicji SLD – Bełchatowska Inicjatywa Samorządowa, następnie zaś SLD-AWS. W wyborach w 2002 bez powodzenia ubiegał się o reelekcję, przegrywając w I turze. Był również radnym sejmiku łódzkiego I kadencji (1998–2002). W wyborach w 2006 uzyskał mandat radnego powiatu bełchatowskiego.
Był uznawany za osobę bliską Andrzejowi Pęczakowi. W czerwcu 2010 ogłosił decyzję o ponownym ubieganiu się o stanowisko prezydenta miasta z rekomendacji SLD. Przegrał wybory na ten urząd, uzyskując mandat radnego miasta. W 2014 bezskutecznie kandydował z listy SLD-UP w wyborach do Parlamentu Europejskiego i z listy SLD Lewica Razem w wyborach samorządowych do rady powiatu bełchatowskiego, a w wyborach samorządowych w 2018 do sejmiku województwa. W marcu 2019 został powołany przez prezydent Łodzi Hannę Zdanowską na członka rady nadzorczej miejskiej spółki Expo-Łódź. W wyborach w tym samym roku był kandydatem SLD do Sejmu. W 2024 wystartował natomiast na radnego Bełchatowa z ramienia Koalicji Obywatelskiej.

## Odznaczenia
Odznaczony Orderem Uśmiechu (1999). W 2000 otrzymał Złoty Krzyż Zasługi.